# Hysteria (Amnesia)
Hysteria is een single van de Belgische new beat-formatie Amnesia uit 1989.
De B-kant van de single was het liedje A.D.N.
Het liedje verscheen op het album Hysteria.